# Bartosz Bida
Bartosz Bida (Rzeszów, 21 febbraio 2001) è un calciatore polacco, attaccante del Stal Stalowa Wola in prestito dal Miedź Legnica.

## Caratteristiche tecniche
È un centravanti.

## Carriera
Cresciuto nel settore giovanile del Jagiellonia, nel 2018 è stato ceduto in prestito al Wigry Suwałki. Ha esordito il 10 novembre 2018 disputando l'incontro di seconda divisione perso 3-1 contro il GKS Jastrzębie.